# 5 Card Stud
Five card stud er en variant af poker hvor hver spiller har et lukket og fire åbne kort. Værdierne af pokerhænderne følger de almindelige regler. Spillet kan spilles af 2-10 spillere pr. bord.
Før kortgivningen lægger hver spiller en ante hvis der spilles med dette. Herefter gives kort hvorved hver spiller får et lukket og et åbent kort hver. Derefter følger første budrunde i hvilken spilleren med det laveste kort almindeligvis skal placere et tvungent bet (bring-in) hvorefter buddene falder med uret rundt. Når første budrunde er overstået, tildeles de resterende spillere hver et åbent kort, og anden budrunde følger. I anden og følgende budrunder starter den højeste synlige hånd buddene, og der er ikke noget tvungent bet. Efter anden budrunde, tildeles hver af de resterende spillere endnu et åbent kort efterfulgt af tredje budrunde. Efter denne tildeles hver af de tilbageværende spillere et sidste, åbent kort. Herefter følger den fjerde og sidste budrunde. Såfremt mere end en spiller er tilbage efter sidste budrunde, foretages showdown, og højeste pokerhånd vinder puljen.
Skematisk er spilforløbet altså som følger:
- evt. ante
- et lukket og et åbent kort uddeles
- første budrunde med low-card bring-in
- et åbent kort uddeles
- anden budrunde
- et åbent kort uddeles
- tredje budrunde
- et åbent kort uddeles
- fjerde budrunde
- showdown

Five card stud er den oprindelige variant af stud poker og kom frem under den amerikanske borgerkrig. Siden har varianten mistet popularitet til bl.a. seven card stud og ikke mindst Texas Hold'em.